# Gerhard Hirschfelder

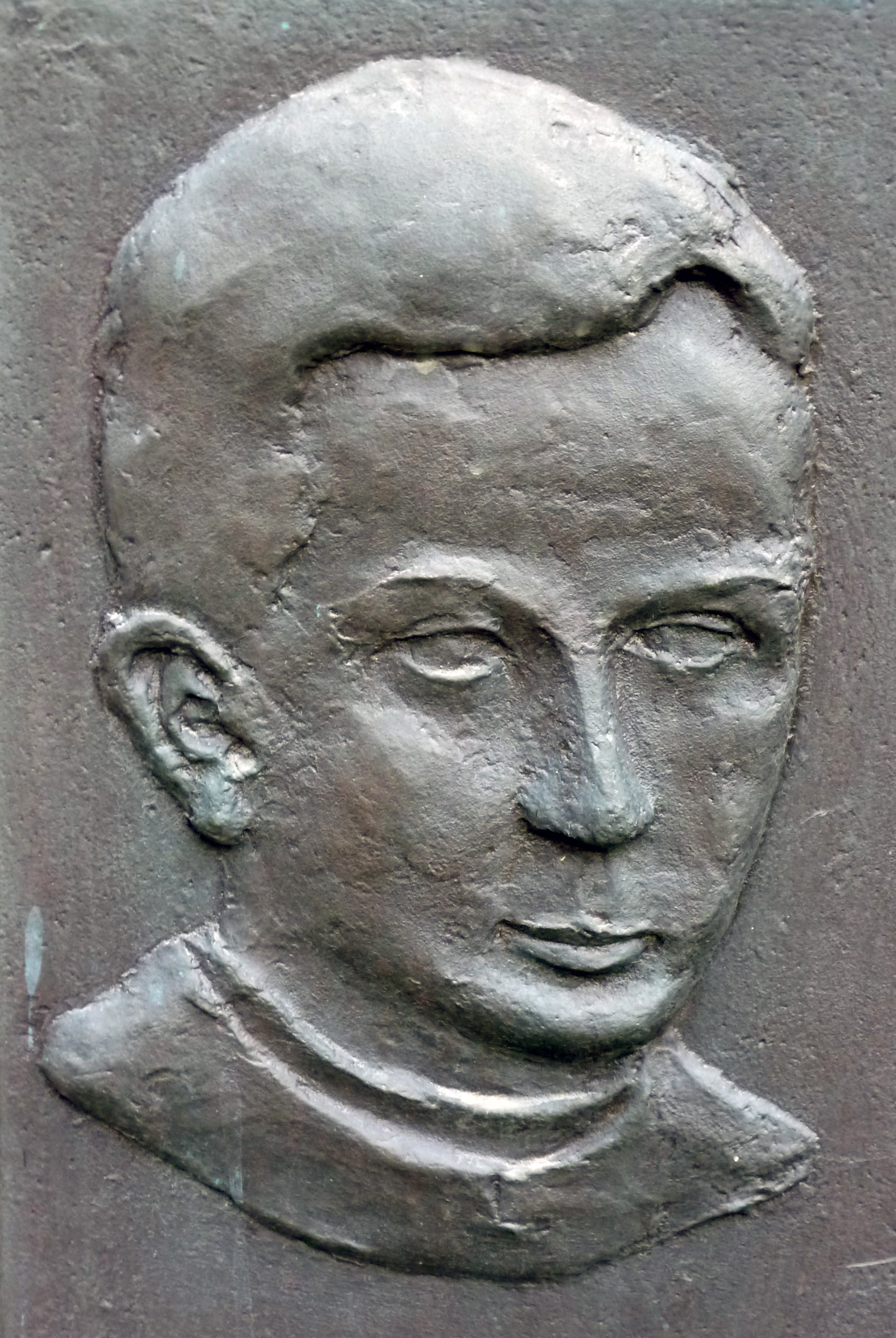
Gerhard Hirschfelder

Gerhard Franziskus Johannes Hirschfelder (* 17. Februar 1907 in Glatz, Landkreis Glatz, Provinz Schlesien; † 1. August 1942 im KZ Dachau) war ein deutscher römisch-katholischer Priester, Widerstandskämpfer gegen den Nationalsozialismus, Jugendseelsorger der ehemaligen Grafschaft Glatz und Märtyrer. Am 19. September 2010 wurde er im Dom zu Münster seliggesprochen.

## Leben

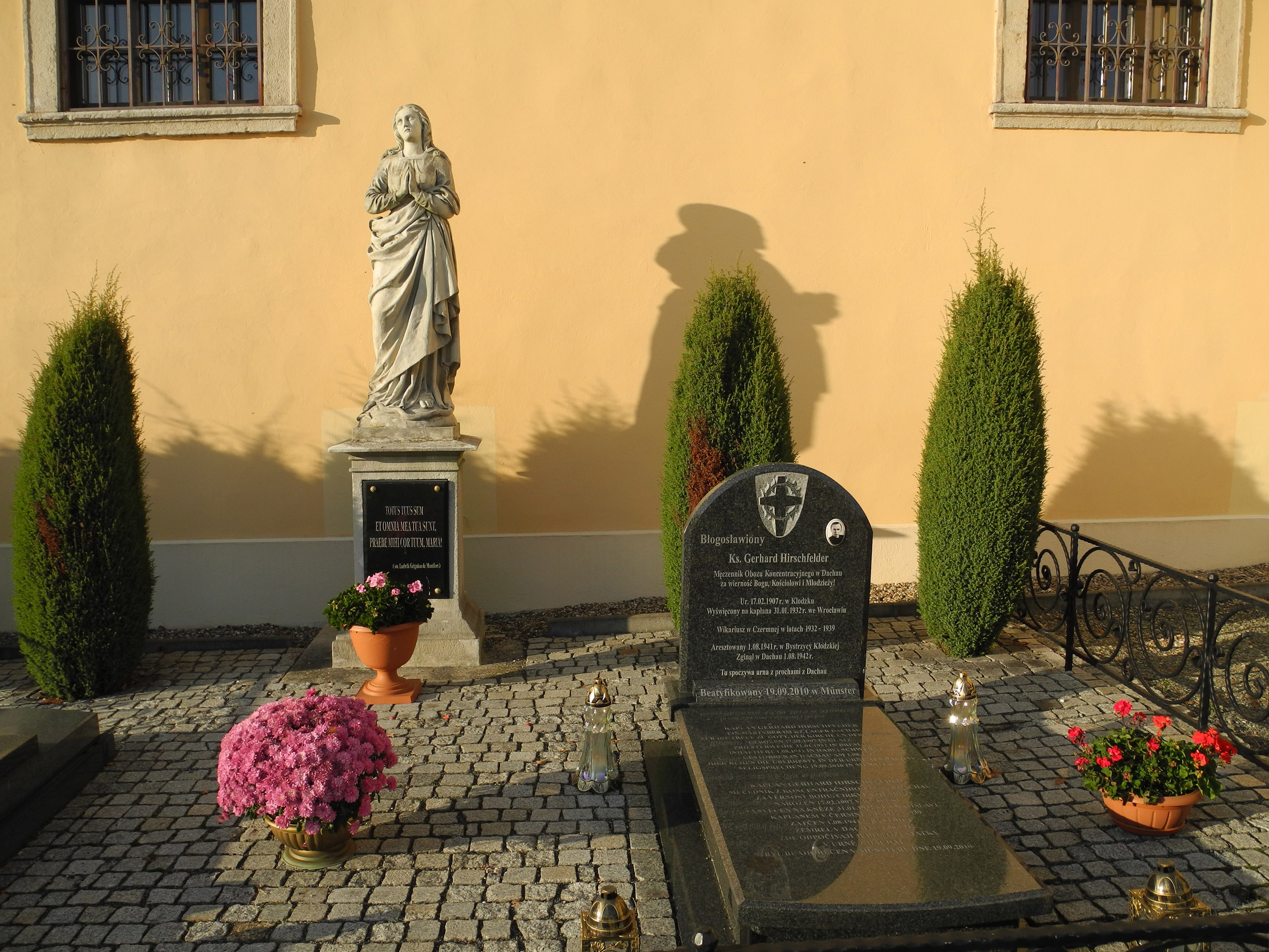
Grabstätte für Gerhard Hirschfelder auf dem Friedhof in Czermna (Tscherbeney)

Gerhard Hirschfelder wurde als Sohn der ledigen Maria Hirschfelder geboren. Nach dem Abitur am Katholischen Gymnasium in Glatz studierte er ab 1927 als Priesteramtskandidat der zum Erzbistum Prag gehörenden Grafschaft Glatz Philosophie und Theologie an der Universität Breslau. Nach der Priesterweihe am 31. Januar 1932 war er bis Februar 1939 als Kaplan an der Pfarrkirche in Tscherbeney und danach an der Stadt- und Pfarrkirche St. Michael in Habelschwerdt tätig. Zudem wurde er im Juli 1939 zum Jugendseelsorger der Grafschaft Glatz berufen.
Hirschfelder hatte den Ruf eines ausgezeichneten und beliebten Seelsorgers. Ein besonderes Anliegen war ihm die konfessionelle Jugendarbeit. Sie war von den Zielen der katholischen Vereinigung Quickborn geprägt, deren Mitglied er war. Durch die Vermittlung von Lebensorientierung und christlichem Glauben hoffte er, die Jugend gegen die nationalsozialistische Ideologie widerstandsfähig machen zu können. Deshalb und wegen seiner NS-kritischen Predigten wurde er schon während seiner Kaplanstätigkeit in Tscherbeney denunziert.
Auch in Habelschwerdt wurde er bespitzelt und wiederholt von der Gestapo verhört. Als er in einer Sonntagspredigt im Juli 1941 die mutwillige Zerstörung christlicher Symbole angeprangert und ausgerufen hatte „Wer der Jugend den Glauben an Christus aus dem Herzen reißt, ist ein Verbrecher!“, wurde er am 1. August 1941 verhaftet und in das Gefängnis der Kreisstadt Glatz gebracht. Der Haftbefehl wurde vom Habelschwerdter Landrat Richard Spreu unterzeichnet. Im Glatzer Gefängnis verfasste Hirschfelder Kreuzweggebete und schrieb einen kurzen Kommentar zu den Paulusbriefen.
Vier Monate später wurde er in das Konzentrationslager Dachau gebracht, wo er die Gefangenen-Nummer 28972 erhielt. Dort starb er am 1. August 1942 an Entkräftung. Seine Asche wurde wenige Wochen später auf dem Friedhof in Tscherbeney beigesetzt. Seine Todesursache durfte nicht bekanntgegeben werden. Von den Gläubigen an den Orten seines ehemaligen Wirkens wurde er schon bald als heiligmäßig verehrt.

## Gedenken

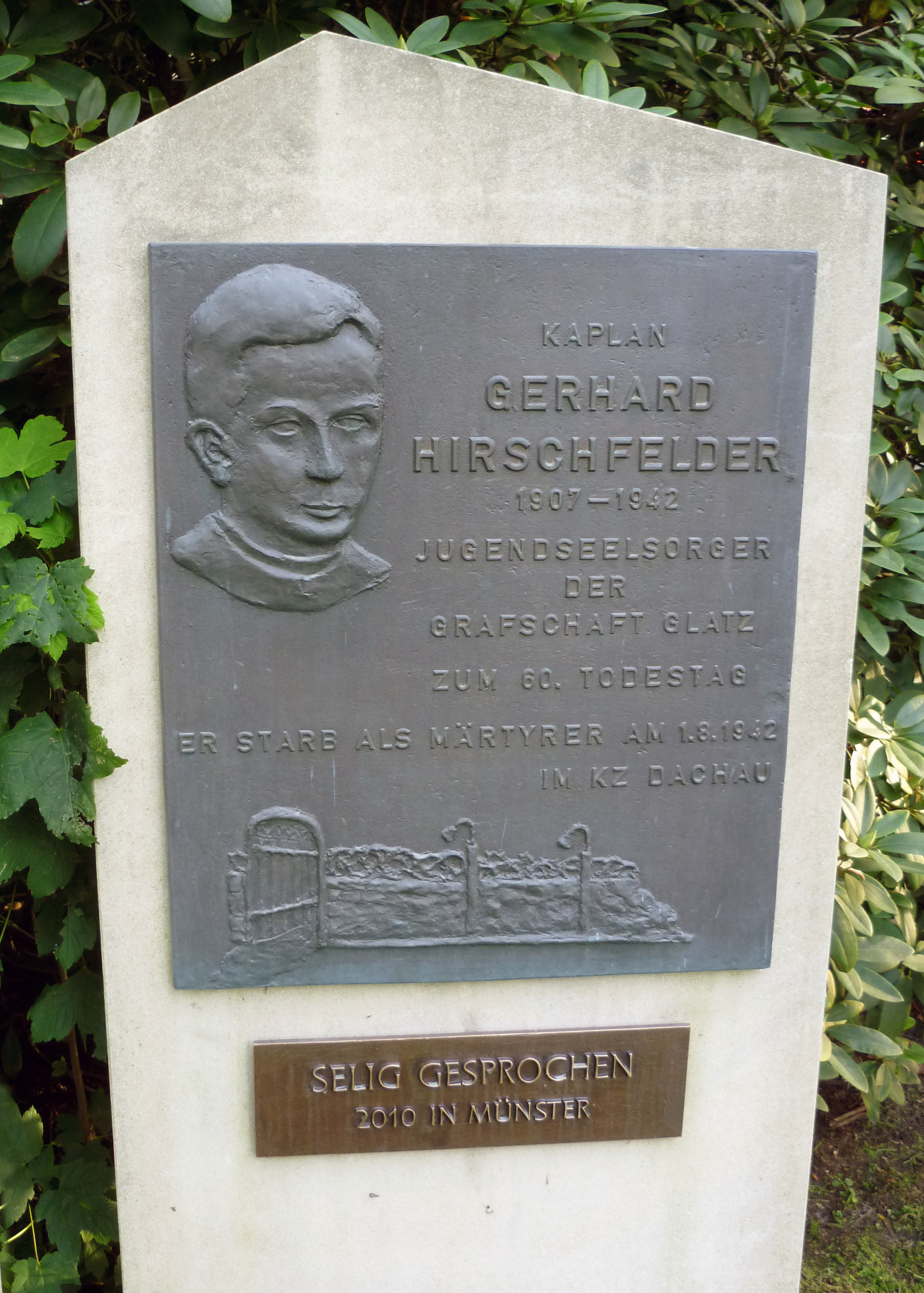
Gedenktafel in Telgte

1998 wurde der Internationale Gerhard-Hirschfelder-Kreis gegründet und im selben Jahr der Seligsprechungsprozess eröffnet. Am 27. März 2010 hat Papst Benedikt XVI. den Tod von Gerhard Hirschfelder als Martyrium anerkannt. Die Seligsprechung erfolgte am 19. September 2010 im Dom zu Münster durch Joachim Kardinal Meisner. Der liturgische Gedenktag ist der 2. August. Sein ehemals schlichtes Grab auf dem Friedhof von Tscherbeney (jetzt Czermna) wurde schon vor der Seligsprechung mit schwarzem Marmor verkleidet und die Grabplatte mit einer dreisprachigen Inschrift versehen.
In Telgte im Münsterland erinnert ein Gedenkstein an Hirschfelder. Dieser wurde am 31. August 2002 während der 56. Wallfahrt der Grafschafter Heimatvertriebenen eingeweiht.
Die katholische Kirche hat Gerhard Hirschfelder im Jahr 1999 als Glaubenszeugen in das deutsche Martyrologium des 20. Jahrhunderts aufgenommen.

## Hirschfelder-Weg
Im Glatzer Bergland gibt es seit 2011 einen geistig-touristischen Themenwanderweg auf den Spuren des Seligen Paters Gerhard Hirschfelder (poln. Szlak Błogosławionego Księdza Gerharda Hirschfeldera), der zu den wichtigsten Stationen im Leben und Wirken des Paters führt.
Markiert ist der Weg durch ein orangefarbenes lateinisches Kreuz mit dem Buchstaben H auf weißem Grund.
- Teil 1: Kłodzko (Glatz) – Wambierzyce (Albendorf) mit der Wallfahrtskirche „Mariä Heimsuchung“ – Karłów (Karlsberg) – Czermna (Tscherbeney) mit der Grabstätte des Sel. Pater Hirschfelder – Kudowa-Zdrój (Bad Kudowa).
- Teil 2: Kłodzko (Glatz) – Zalesie (Spätenwalde) mit der Holzkirche der „Hl. Anna“ – Bystrzyca Kłodzka (Habelschwerdt) mit der Pfarrkirche St. Michael – Wyszki (Hohndorf) – Długopole-Zdrój (Bad Langenau) – Berg Igliczna mit Sanktuarium „Maria Śnieżna“ (Wallfahrtskirche Maria Schnee).
- Teil 3: Maria Śnieżna – Puchaczówka (Puhu-Pass, 864 m) – Biała Woda (ehem. Ort Weißwasser) – Marcinków (Martinsberg) – Konradów (Konradswalde) – Kąty Bystrzyckie (Winkeldorf) mit der Hirschfelder-Kapelle.

## Schriften
- Kreuzweg-Gebete. Niedergeschrieben im Gefängnis zu Glatz im Jahre 1941. Cloppenburg 1963
- Kommentar zu den Paulusbriefen und Kreuzweg-Gebete. Aus dem Nachlass des Dieners Gottes Gerhard Hirschfelder. Münster 1999